# PhoneSat
PhoneSat — проект NASA в рамках программы Small Spacecraft Technology Program по созданию наноспутников с использованием немодифицированных коммерческих смартфонов и запуску таких спутников на низкую околоземную орбиту. Проект был начат в 2009 году в NASA Ames Research Center (Moffett Field, Калифорния).
Типичный смартфон выпуска 2012—2013 годов имеет быстрый микропроцессор, несколько фотовидеокамер, значительное количество ОЗУ и флеш-памяти, несколько акселерометров и гироскопов, компас, приёмник GPS, несколько радиоинтерфейсов.
Стоимость компонентов, использованных для создания одного наноспутника, составила от 3500 долларов для версии 1.0 и менее 7000 долларов для версии 2.0. Наноспутник построен по стандарту CubeSat и имеет размер 1U — около 10×10×10 см, вес — порядка 1 кг. Для сравнения, стоимость компонентов для создания классического CubeSat оценивалась в 2004 году в сумму от 20 до 40 тыс. долларов. При этом стоимость коммерческого запуска наноспутника 1U  на низкую орбиту составляет около 85 тысяч долларов.
Проект PhoneSat был признан в 2012 году журналом Popular Science одним из 11 проектов «Best of what’s new» (Лучшее из нового) в категории аэронавтики и космоса.
Наноспутник PhoneSat 2.4 был запущен в ноябре 2013 года РН Минотавр. Планируемый срок службы - один год, на борту имеется двухстороннее радио S-диапазона и система контроля ориентации.

## Версии
PhoneSat версии 1.0 использует смартфон Nexus One (HTC) в качестве бортовой вычислительной машины. В этой версии не используются солнечные батареи, питание спутника происходит за счет энергии, запасенной в 12 литий-ионных аккумуляторах.
PhoneSat версии 2.0 использует смартфон Nexus S (Samsung). К платформе добавлено два радиоустройства, работающих в диапазоне S-band для связи с Землей. Также установлено множество солнечных батарей для подзарядки бортовых аккумуляторов. Для управления ориентацией могут устанавливаться несколько катушек magnetorquer и небольших маховиков.
Более новая версия - 2.4.

## Запуски
В апреле 2013 года было запущено три спутника PhoneSat. Два из них, Graham и Bell созданы на платформе версии 1.0. Третий, Alexander — на платформе версии 2.0. Все три были запущены как дополнительная нагрузка в первом полете ракеты Антарес 110 «A-ONE» 21 апреля 2013 года в 21:00 UTC. Запуск был произведен со стартовой площадки LP-0 Среднеатлантического регионального космопорта.
Спутники были названы в честь Александра Белла (Alexander Graham Bell), изобретателя телефона.
Они весят 1,25 кг, 1,3 кг и 1,426 кг. Спутники вошли в атмосферу менее чем через неделю после запуска. За время работы с них было получено несколько фотокадров и телеметрическая информация.
В ноябре 2013 года был запущен «PhoneSat 2.4» — четвертый спутник семейства.
Аппарат «PhoneSat 2.5» был выведен на орбиту 18 апреля 2014 года.